# بيتر شمالفوس
بيتر شمالفوس (بالألمانية: Peter Schmalfuss) (توفي عام 2008) عازف بيانو ألماني للموسيقى الكلاسيكية.
درس العزف على يد فالتر غيزيكينغ وأدريان إيشباخر وفيلهلم كيمبف.
وفي عام 1960 قام بالعديد من الجولات في أوروبا وشمال أفريقيا وآسيا، واشتهر بأدائه الرائع لسوناتات بيتهوفن. كذلك كان يعزف موسيقى الحجرة لكارل فون فيبر. قبل عام من وفاته أصيب بمرض في يده منعه من العزف، وتوفي في دارمشتات الألمانية، حيث كان يشغل لأكثر من عقدين منصب عضو هيئة التدريس أكاديمية دارمشتات للفنون الموسيقية. ولمساهماته الموسيقية منحته المدينة لوحة الخدمة البرونزية.